# Crnocrveni kukurijek
Crnocrveni kukurijek (tamnocrveni kukurijek, kukurik trešnjevasti, lat. Helleborus dumetorum subsp. atrorubens, sin. Helleborus atrorubens), biljna vrsta iz porodice Ranunculaceae,  hrvatski strogo zaštićeni stenoendem, koji se ponekad smatra i podvrstom vrste H. dumetorum.
Za Crnocrveni kukurijek se kaže da raste u krajevima od Zagreba pa na sjever u smjeru Ljubljane. Voli humusna tla i aluvijalne naslage. Često se javlja uz sjeverne i istočne rubove bukovih i hrastovih šuma, i na otvorenim livadama koje graniče sa šumom, te uz ceste i potoke.
Naraste u visinu oko 30-45cm (12-18 inča). Cvjeta u veljači i ožujku, tri do jedanaest cvjetova po stabljici, purpurne boje i isprva zvonolikog oblika, a onda se počnu otvarati.